# Chairman of the Board
Chairman of the Board är en amerikansk långfilm från 1998 i regi av Alex Zamm, med Scott 'Carrot Top' Thompson, Courtney Thorne-Smith, Larry Miller och Raquel Welch i rollerna.

## Handling
Edison (Carrot Top) är en fattig och misslyckad uppfinnare som älskar att surfa. Han blir vän med den rika affärsmagnaten Armand McMillan (Jack Warden). När Armand dör snart därefter lämnar han en majoritet av aktierna i sitt forskningsföretag till Edison och endast en surfbräda till sin avundsjuka brorson Bradford (Larry Miller). Bradford försöker nu göra allt för att sabotera för Edison.

## Rollista
| Carrot Top            | – Edison            |
| Courtney Thorne-Smith | – Natalie Stockwell |
| Larry Miller          | – Bradford McMillan |
| Raquel Welch          | – Grace Kosik       |
| Mystro Clark          | – Ty                |
| Jack Plotnick         | – Zak               |
| Jack Warden           | – Armand McMillan   |
| Estelle Harris        | – Ms. Krubavitch    |
| Bill Erwin            | – Landers           |
| M. Emmet Walsh        | – Freemont          |
| Jack McGee            | – Harlan Granger    |
| Glenn Shadix          | – Larry             |
| Fred Stoller          | – Toby              |
| Taylor Negron         | – Mr Withermeyer    |
| Patrick J. Clifton    | – Edisons pappa     |